# Фрапе
Фрапе кафа, грчки фрапе, Нескафе фрапе, или само фрапе (грч. φραπέ), је грчки напитак од ледене кафе направљен од инстант кафе (углавном, Нес кафе), воде, шећера и млека. Фрапе је експериментисањем измислио Димитрис Вакондиос 1957. године у Солуну. Фрапеи су међу најпопуларнијим облицима кафе у Грчкој и на Кипру и постали су обележје послератне грчке културе кафе на отвореном.

## Историја
Назив потиче из француског, где описује пића охлађена ледом. Почевши од 19. века, низ хладних пића од кафе под називом café frappé (à la glace) су документовани, неки су слични бљузгавици, други више као ледена кафа.
Грчка верзија café frappé, користећи инстант кафу, измишљен је 1957. године на Међународном сајму у Солуну. Представник компаније Нестле, Ђанис Дрицас, излагао је нови производ за децу, чоколадни напитак који се производи одмах мешањем са млеком и мућкањем у шејкеру. Дрицасов радник Димитрис Вакондиос тражио је начин да попије своју уобичајену инстант кафу током паузе, али није могао да нађе топлу воду, па је у шејкеру помешао кафу са хладном водом и коцкицама леда.
Овај импровизовани експеримент успоставио је фрапе који је брзо постао популаран у Грчкој. Нестле је искористио пиће интензивним маркетиншким кампањама 1980-их које су прошириле популарност пића и оставиле назив бренда Нескафе нераскидиво повезан са фрапеом. Док се данас пиће у Грчкој обично назива једноставно „фрапе“, у прошлости се често звало „Нескафе фрапе“.

## Припрема
Фрапе се може направити са шејкером за коктеле или, данас чешће, са електричном пеницом за млеко или машином за милкшејкове. Прво, инстант кафа, шећер (опционо) и мало воде се промућкају или мешају док се не направи густа пена. Ово се сипа у чашу за сервирање и додаје се коцкице леда, хладна вода и, по жељи, млеко. Пиће се готово увек сервира са сламчицом за пиће, јер се густа пена која се ствара на врху многи сматрају непријатно горком.

## Пенасти врх
Инстант кафа сушена спрејом која се користи за прављење фрапеа скоро да не садржи уље; ово омогућава формирање карактеристично дебелог слоја пене за фрапе. Фрапе пена је слична креми, пени која се налази у еспресу, али је гушћа и дуготрајнија због свог састава без уља. То је трофазни колоид од ваздушних мехурића, чврстих материја кафе и воде. У зависности од почетне величине мехурића пене и садржаја шећера у фрапеу, вода се одводи из пене током 2–10 минута, згушњавајући се док не формира скоро чврсту пену, која се затим полако распршује. Фрапеи направљени од свеже скуване кафе или замрзнуте инстант кафе, који садрже знатно више уља од инстант кафе сушене распршивањем, производе само краткотрајне пене. Чак и начин на који се фрапе припрема може утицати на мехуриће на врху кафе. На пример, прављење фрапеа помоћу ручног шејкера производи финије, дуготрајније и стабилније мехуриће.

## Терминологија и варијације
У Грчкој се фрапе углавном наручује тако што се наводи слаткоћа и по жељи се додаје млеко. Уобичајени нивои слаткоће су, за 2 кашике инстант кафе:
- glykós – 4 кашике шећера
- métrios – 2 кашике шећера
- skétos – без шећера

Млеко, обично евапорисано млеко, углавном се не додаје осим ако се изричито не захтева уз фразу me gála (са млеком); може се изричито захтевати без млека horís gála.
Фрапе са млеком се повремено назива frapógalo. Понекад, посебно на Кипру, фрапеи се праве са млеком уместо воде (осим воде која се користи у пени). У неким установама, посебно у баровима на плажи, у фрапе се додају алкохолни ликери; други ресторани имају могућност додавања куглице сладоледа од ваниле у фрапе уместо млека. Иако технички нису фрапеи (пошто се не мућу), неке варијације се мешају кашиком када шејкер није доступан, стварајући другачију текстуру и укус. Ове варијације се генерално називају или karavísios због њихове повезаности са морнарима на мору.

### Фредо еспресо и фредо капучино
Фредо еспресо је грчки ледени еспресо који је први пут направљен у Атини 1991. године и од тада је постао популаран. Често се сматра „фрапеом вишег квалитета“. Фреддо капућино је фреддо еспресо преливен хладном пеном на бази млека која се зове afrógala.

### Ван Грчке
Иако се фрапеи обично повезују са Грчком, последњих година њихова популарност је порасла у другим нацијама. Фрапеи су први пут постали широко познати ван Грчке као резултат Летњих олимпијских игара 2004. у Атини, током којих су се многи туристи заволели и о њима је објављен чланак у Лос Анђелес Тајмсу. Имигранти и туристи у Грчкој су такође помогли да се фрапе изнесе у иностранство. Данас су локалне варијације фрапеа постале популарне на местима као што је Бугарска, где се Кока-кола понекад користи уместо воде; Данска, где се уместо воде користи млеко; и Србија где фрапе (који се називају и хладан нес) се праве са сладоледом и шлагом на врху. Друге балканске земље имају сличне варијације грчкој верзији, као што је Албанија. Албанска верзија се обично прави са водом или мешавином млеко/вода и горком кафом.